# Xerafim
O xerafim foi uma antiga Moeda de grande circulação no Índico, onde os portugueses tiveram a preocupação de cunhar moedas próprias (sistema monetário indo-português ). Foi assim que, na casa da moeda de Goa e na Casa da moeda de Damão, tal como noutras oficinas monetárias de menor dimensão (em Cochim, Malaca, Diu ou Moçambique), se produziram muitas moedas de ouro, prata, cobre e ligas várias . Entre as mais comuns, contava-se a tanga (valia 60 réis), o xerafim (igual a 5 tangas ou 300 réis), o pardau (6 tangas ou 360 réis) e o pardau de ouro ou santomé (cerca de 600 réis), assim chamado por ter a efígie do apóstolo gravado numa das faces (São Tomé de 2 xerafins, São Tomé de 4 xerafins, São Tomé de 8 xerafins, São Tomé de 10 xerafins, São Tomé de 12 xerafins).